# XDM

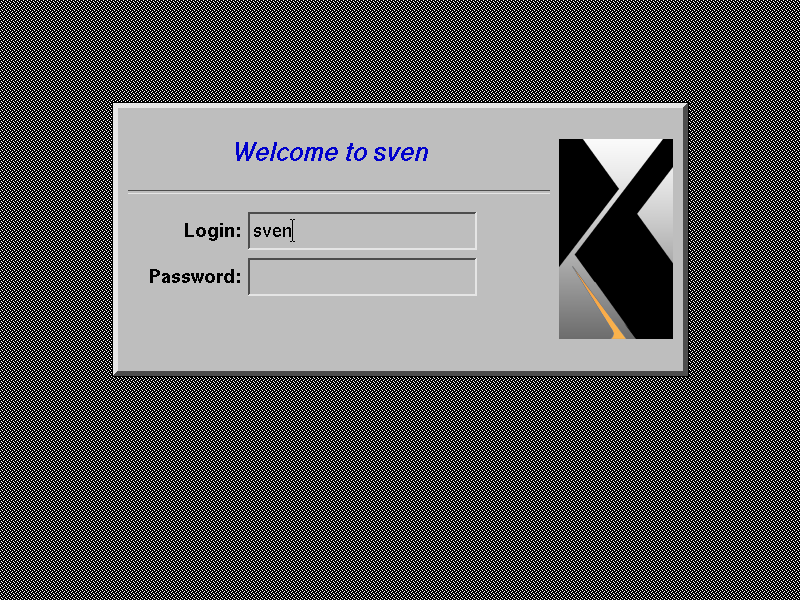
XDM screenshot.

XDM är en skärmhanterare, d.v.s. ett program som hanterar inloggning och relaterade tjänster för X Window System. Namnet är en akronym för X Display Manager. Vid sidan av XDM finns ett antal motsvarande program, till exempel GDM och KDM inom skrivbordsmiljö-projekten GNOME respektive KDE.
Skärmhanteraren startas vanligen i ett Unix-systems init-skript, till exempel i FreeBSD kan följande rad läggas till /etc/ttys. :
```
ttyv8   "/usr/local/bin/xdm -nodaemon"  xterm on secure
```

Skärmhanteraren startar vanligen en X-server på systemkonsolen och ritar där upp ett inloggningsfönster samt startar en X-session då någon ger godkänt användarnamn och lösenord. Efter avslutad session visas login-fönstret på nytt, eventuellt efter omstart av X-servern.
Skärmhanteraren kan också erbjuda inloggning över nätet åt X-terminaler (eller datorer med motsvarande programvara). I det fallet används vanligen protokollet XDMCP ("X Display Manager Control Protocol"). X-servern startas upp på X-terminalen och användaren kan välja värddator för sessionen. Skärmhanteraren på den datorn sköter inloggning och start av X-sessionen.